# Olearia adenocarpa
Olearia adenocarpa là một loài thực vật có hoa trong họ Cúc. Loài này được Molloy & Heenan mô tả khoa học đầu tiên năm 2004.